# Gustavo Gaviria
Gustavo de Jesús Gaviria Rivero (ur. 25 stycznia 1946, zm. 11 sierpnia 1990) – kuzyn kolumbijskiego handlarza narkotyków Pabla Escobara, odpowiadał za finanse kartelu z Medellín.

## Życiorys
Gaviria był prawą ręką Escobara. Towarzyszył mu w jego kryminalnej karierze od wczesnych lat siedemdziesiątych.
Był właścicielem fortuny porównywalnej do fortuny Escobara, jednak nie był tak znany jak on, ponieważ starał trzymać się w cieniu. Został  schwytany i pobity na śmierć przez kolumbijską formację Search Bloc 11 sierpnia 1990 roku.

## Śmierć
Śmierć Gustavo Gavirii mocno poruszyła Escobara przez ich głęboką relację prywatną i zawodową.
Escobar nie pojawił się na pogrzebie, ale słuchał mszy przez radio, które jego asystent umieścił przy kapłanie odprawiającym nabożeństwo. Gustavo Gaviria umarł 5 dni po objęciu urzędu prezydenta przez Césara Gavirię, media skojarzyły więc początek jego prezydentury z ofensywą przeciwko narkotykowym baronom.
Śmierć kuzyna skłoniła Pabla Escobara do kontrofensywy, która doprowadziła do destabilizacji rządu nowego prezydenta.